# Каф (літера ефіопської абетки)

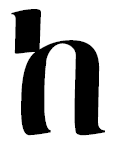

Каф (амх. ካፍ) — чотирнадцята літера ефіопської абетки, позначає глухий м'якопіднебінний проривний звук /k/.
- ከ  — ке
- ኩ  — ку
- ኪ  — кі
- ካ  — ка
- ኬ  — ке
- ክ  — ки (к)
- ኮ  — ко